# Stary Kobrzyniec
Stary Kobrzyniec – wieś w Polsce położona w województwie kujawsko-pomorskim, w powiecie rypińskim, w gminie Rogowo.

## Podział administracyjny
W latach 1975–1998 miejscowość administracyjnie należała do województwa włocławskiego.

## Demografia
Według Narodowego Spisu Powszechnego (III 2011 r.) liczyła 237 mieszkańców. Jest ósmą co do wielkości miejscowością gminy Rogowo.